# Valdemorillo de la Sierra
Valdemorillo de la Sierra é um município da Espanha na província de Cuenca, comunidade autónoma de Castilla-La Mancha, de área 70,84 km² com população de 81 habitantes (2004) e densidade populacional de 1,16 hab/km².

## Demografia
| Variação demográfica do município entre 1991 e 2004 | Variação demográfica do município entre 1991 e 2004 | Variação demográfica do município entre 1991 e 2004 | Variação demográfica do município entre 1991 e 2004 |
| --------------------------------------------------- | --------------------------------------------------- | --------------------------------------------------- | --------------------------------------------------- |
| 1991                                                | 1996                                                | 2001                                                | 2004                                                |
| 107                                                 | 108                                                 | 86                                                  | 81                                                  |